# Neotermes jouteli
Neotermes jouteli är en termitart som först beskrevs av Banks in Banks och John Otterbein Snyder 1920.  Neotermes jouteli ingår i släktet Neotermes och familjen Kalotermitidae. Inga underarter finns listade i Catalogue of Life.